# Västanfors IF BK
Västanfors IF BK är bandysektionen inom den 1916 bildade idrottsföreningen Västanfors IF i Fagersta i Sverige. Laget kallades under 1950-talet Västanfläkt (förkortat till Fläkten blev detta lagets smeknamn) för sin bandy.

## Historik
Klubben har spelat 32 säsonger i Sveriges högsta division, första gången säsongen 1937, och senast säsongen 2004/2005 och blev svenska mästare 1954.

## Kända spelare/tränare
- Sören Boström
- Klas Nordström
- Lars Gustavsson
- Andreas Westman
- Göran Boström
- Anders Jacobsson
- Ted Andersson
- Göran Pettersson

## Allsvenska skyttekungar
- 1954 - Sven-Erik Broberg, 12 mål
- 1956 - Lars Lööw, 12 mål
- 1969 - Lars Lööw, 24 mål

### Fotnoter
1. ↑  ”Maratontabell”. Svenska Bandyförbundet. Arkiverad från originalet den 21 februari 2015. https://web.archive.org/web/20150221150955/http://www.svenskbandy.se/ImageVaultFiles/id_96036/cf_74/MARATONTABELL_TOM_2013.PDF. Läst 23 februari 2015.
2. ↑  Jimmy Andersson (25 februari 1937). ”Säsongen 1936-37”. Jimmys bandysida. Arkiverad från originalet den 22 februari 2015. https://web.archive.org/web/20150222185709/http://www.jimbobandy.nu/oldtab/35-36.html. Läst 23 februari 2015.
3. ↑  Jimmy Andersson (25 februari 2005). ”Säsongen 2004-05”. Jimmys bandysida. Arkiverad från originalet den 23 februari 2015. https://web.archive.org/web/20150223012622/http://www.jimbobandy.nu/oldtab/04-05.html. Läst 23 februari 2015.
4. ↑  ”SM-finaler genom åren”. Svenska Bandyförbundet. http://iof1.idrottonline.se/SvenskaBandyforbundet/Bandyfinalen/Historik/Svenskamastare/Herrar/. Läst 23 februari 2015.